# Comuna Mîkolaiivka, Kirovohrad
Mîkolaiivka (în ucraineană Миколаївка) este o comună în raionul Kirovohrad, regiunea Kirovohrad, Ucraina, formată din satele Korliuhivka, Mîkolaiivka (reședința), Oleno-Kosohorivka, Șevcenkove și Ukraiinka.

## Demografie
Componența lingvistică a comunei Mîkolaiivka
     Ucraineană (96,52%)
     Rusă (2,45%)
     Alte limbi (0,95%)
Conform recensământului din 2001, majoritatea populației comunei Mîkolaiivka era vorbitoare de ucraineană (96,52%), existând în minoritate și vorbitori de rusă (2,45%).